# Alex Haydock-Wilson
Alex Haydock-Wilson (28 de julio de 1999) es un deportista británico que compite en atletismo, especialista en las carreras de velocidad.
Participó en los Juegos Olímpicos de París 2024, obteniendo dos medallas de bronce, en las pruebas de 4 × 400 m y 4 × 400 m mixto.
Ganó una medalla de bronce en el Campeonato Mundial de Atletismo de 2023 y dos medallas en el Campeonato Europeo de Atletismo de 2022.

## Palmarés internacional
| Juegos Olímpicos   | Juegos Olímpicos   | Juegos Olímpicos  | Juegos Olímpicos |
| Año                | Lugar              | Medalla           | Prueba           |
| ------------------ | ------------------ | ----------------- | ---------------- |
| 2024               | París (Francia)    | Medalla de bronce | 4 × 400 m        |
| 2024               | París (Francia)    | Medalla de bronce | 4 × 400 m mixto  |
| Campeonato Mundial |                    |                   |                  |
| Año                | Lugar              | Medalla           | Prueba           |
| 2023               | Budapest (Hungría) | Medalla de bronce | 4 × 400 m        |
| Campeonato Europeo |                    |                   |                  |
| Año                | Lugar              | Medalla           | Prueba           |
| 2022               | Múnich (Alemania)  | Medalla de oro    | 4 × 400 m        |
| 2022               | Múnich (Alemania)  | Medalla de bronce | 400 m            |